# Калифорнийская тихоокеанская международная выставка
Калифорнийская тихоокеанская международная выставка (англ. California Pacific International Exposition) — международная выставка в Сан-Диего (штат Калифорния), проходившая с 29 мая по 11 ноября 1935 года и с 12 февраля по 9 сентября 1936 года в городском парке Бальбоа, где в 1915—1917 годах прошла Панамо-Калифорнийская выставка.
Выставка проводилась с целью продвижения Сан-Диего и поддержки его региона, развитие которых замедлилась из-за Великой депрессии в США. Первая экспозиция была настолько успешной с финансовой точки зрения и посещаемости, что организаторы провели её во второй раз на следующий год.

## История
Идея проведения выставки принадлежит Фрэнку Другану (Frank Drugan), который прибыл в Сан-Диего из Чикаго в августе 1933 года. Он осознал потенциал сооружений в парке Бальбоа, оставшихся после экспозиции Панамо-Калифорнийской выставки, несмотря на то, что здания были спроектированы как временные и несколько раз подвергались ремонту и модернизации, тем не менее были доступны для использования. Кроме того, заканчивала свою работу выставка «Столетие прогресса» в Чикаго, и многие её экспонаты можно было перевезти для использования на другой выставке. Зная, что окупилась чикагская выставка, Фрэнк Друган был уверен, что и выставка в Сан-Диего может оказаться такой же выгодной. Он предложил использовать существующие здания от прежней выставки, добавляя новые, как способ поднять экономику Сан-Диего и убедил местных бизнесменов поддержать его идею. Решение о проведении выставки было принято в августе 1934 года. Строительство новых зданий началось в январе 1935 года. Проект был быстро реализован к открытию экспозиции в мае этого же года.

## Постройки
Здания предыдущей Панамо-Калифорнийской выставки были построены в архитектурном стиле испанского колониального возрождения по проекту Бертрама Гудхью и Карлтона Уинслоу. Новые здания для Калифорнийской тихоокеанской выставки построил архитектор Ричард Реква, вписав их в единый ансамбль. Его цель состояла в том, чтобы связать доколумбовые индийские здания и храмы с современной эпохой.
В числе новых сооружений были:
- Old Globe Theatre[англ.] — копия оригинального лондонского театра Глобус; после выставки его переоборудовали и в нём продолжали показывать театральные постановки.
- Круглое здание Ford Building[англ.] — в настоящее время является Музеем авиации и космонавтики[англ.].
- Амфитеатр Ford Bowl, который в настоящее время называется Starlight Bowl[англ.] и используется для концертов и театральных постановок.
- Сооружение House of Pacific Relations — состояло из пятнадцати небольших коттеджей, покрытых коричневой и красной черепицей, посвященных разным странам; эти «International Cottages» до сих пор используются консорциумом из 32 стран в качестве центра образовательной и информационной деятельности, а также для международных фестивалей.
- Spanish Village — группа из шести зданий, используемых для магазинов, ресторанов и детского театра; в настоящее время это Центр искусств с десятками художественных студий и галерей.

Оставшиеся от выставки 1915—1917 годов насаждения были преобразованы в дендропарковую зону с обилием экзотических растений.

## Результаты
За 377 дней работы выставка привлекла 7 220 000 посетителей, которые принесли Сан-Диего 37,7 миллиона долларов. Затраты на её проведение составили 20 миллионов долларов. Цена билетов была 50 центов для взрослых и 25 центов для детей от 2 до 11 лет. В экспозиции приняли участие следующие страны: Аргентина, Британская империя, Чили, Китай, Чехословакия, Дания, Германия, Гондурас, Ирландия, Италия, Япония, Никарагуа, Норвегия, Панама, Парагвай, Португалия, Швеция, Уругвай, США и Югославия.
В честь Калифорнийской тихоокеанской международной выставки федеральное правительство выпустило памятные серебряные полдоллара. Также была выпущена трехцентовая почтовая марка (каталог Скотта № 773).

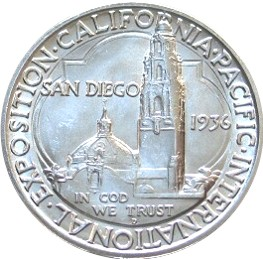
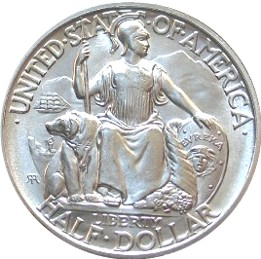
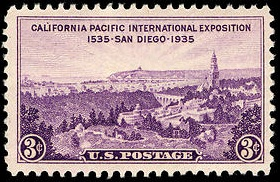